# Jean-Pierre Firmin Malher
Jean-Pierre Firmin Malher (pronunciación francesa: [ʒɑ̃ pjɛʁ fiʁmɛ̃ malɛʁ]; París, 29 de junio de 1761 - Valladolid, 13 de marzo de 1808) fue un militar francés que se unió al ejército de la Primera República Francesa y luchó en las Guerras Revolucionarias Francesas. Durante las Guerras Napoleónicas, ascendió de rango hasta comandar una división. Murió accidentalmente en 1808 durante una campaña militar en Valladolid (España) unas semanas antes del inicio de la Guerra de la Independencia española. Su apellido es uno de los que está grabado en el Arco de Triunfo de París.

## Biografía

### Carrera temprana
Nacido en París, Malher se alistó en el ejército francés. Durante la Guerra de la Primera Coalición, ascendió a coronel en 1794. Ascendió a general de brigada en 1799 y a general de división en agosto de 1803. En esta última fecha, comandó la 2.ª subdivisión de la 13.ª División Militar, con sede en Rennes.

### Guerras napoleónicas

#### 1805
Cuando la Grande Armée del emperador Napoleón I de Francia avanzó contra la Austria de los Habsburgo durante la Guerra de la Tercera Coalición, Malher comandó la 3.ª División del VI Cuerpo del Mariscal Michel Ney. Su división de 8.000 hombres incluía seis batallones de los Regimientos de Infantería de Línea 27.º, 50.º y 59.º y tres batallones del Regimiento de Infantería Ligera 27.º, además de seis cañones. Sus subordinados eran los generales de brigada Mathieu Delabassé y Pierre-Louis Binet de Marcognet.
El 8 de octubre, el VI Cuerpo marchó hacia Giengen, al noroeste de Ulm. Al día siguiente, Ney ordenó a Malher que se desplazara hacia el sur y tomara los puentes sobre el río Danubio cerca de Günzburg. Para lograrlo, Malher formó tres columnas. La columna occidental, al mando de Etienne Nicolas Lefol, se dirigió al puente de Leipheim. Esta fuerza se rindió tras seguir un camino que terminaba en un pantano. El 59.º Regimiento formó la columna oriental, que se dirigía hacia un puente en la orilla este de Günzburg. La columna central, compuesta por la mayor parte de tres regimientos, marchó directamente hacia Günzburg. Estas tropas chocaron con una fuerza de cazadores tiroleses al mando de Konstantin Ghilian Karl d'Aspré, lo que dio inicio a la Batalla de Günzburg.
Alarmados por los franceses, los defensores de Günzburg destruyeron todos los puentes. Aislados, d'Aspré se rindió con 200 cazadores y dos cañones. Malher intentó reconstruir los dos puentes en Günzburg, pero se vio obligado a rendirse bajo el intenso fuego de 20 cañones y el Regimiento de Infantería Archiduque Carlos nº3. Más tarde ese día, el comandante austriaco Karl Mack von Lieberich ordenó que el puente en las afueras orientales de la ciudad fuera reconstruido por Ignaz Gyulai. Tan pronto como los hombres de Gyulai reconstruyeron el tramo, el 59.º apareció tardíamente y se abalanzó sobre el puente. Aunque superados en número tres a uno, el ataque dirigido por Delabassé atravesó las defensas de Gyulai y capturó el tramo. El 59.º se desplegó en formación cuadrada para repeler las cargas de caballería austriaca que siguieron. Malher movió el resto de su división para apoyar el éxito y las tropas francesas mantuvieron el puente contra los contraataques austriacos. Mack se retiró a Ulm el 10 de octubre, concediendo la victoria a los franceses.
El 13 de octubre, Malher se enfrentó a una fuerza austriaca al mando de Johann Laudon en el puente de Elchingen. Al día siguiente, dirigió a sus tropas en la batalla de Elchingen, pero su división solo sufrió daños leves. Tras la exitosa conclusión de la campaña de Ulm , Napoleón envió las divisiones de Malher y Louis Henri Loison, del cuerpo de Ney, al condado de Tirol. El 4 de noviembre, los austriacos derrotaron los ataques de Ney en Scharnitz con grandes pérdidas. Sin embargo, ese mismo día, los franceses aniquilaron una segunda fuerza austriaca en Leutasch. Ney procedió a capturar Innsbruck al día siguiente.

#### 1808
El 30 de noviembre de 1807, durante la Invasión de Portugal, un ejército francés ocupó Lisboa, capital del Reino de Portugal. Se le había permitido cruzar el Reino de España mediante un acuerdo, y las fuerzas españolas ocuparon partes de Portugal. Pero Napoleón también planeó anexionarse España a su imperio reemplazando el impopular régimen del rey Carlos IV de España. Con el pretexto de apoyar a las fuerzas de ocupación en Portugal, 75.000 soldados franceses cruzaron a España a principios de 1808 y tomaron posiciones estratégicas clave en varias ciudades españolas.
El 13 de marzo Malher participaba en unos ejercicios militares que se realizaban el campo de San Isidro de Valladolid. Mientras efectuaban unas prácticas de tiro un soldado de la Guardia Municipal de París disparó su fusil, pero se había dejado olvidado la baqueta en el interior del cañón. La baqueta salió disparada sin control y atravesó el cráneo de Malher, causándole la muerte. No se encontró al culpable. Los restos de Malher se encuentran enterrados en la Iglesia de San Pedro Apóstol de esa ciudad. Pocas semanas después de su muerte sucedió el Levantamiento del 2 de Mayo en Madrid y empezó la Guerra de la Independencia española.
El nombre "Malher" está grabado en la Columna 7 del Arco de Triunfo de París. Una urna con el corazón de Malher se encuentra en el Panteón de París.